# Hatay BB Antioche
Le Hatay Büyükşehir Belediyespor, anciennement Homend Antakya Belediyesi, est un club féminin turc de basket-ball fondé en 1986 évoluant dans la ville d’Antioche (en turc Antakya) et participant à la TKBL, la plus haute division du championnat turc.

## Palmarès
Ligue turque:

## Effectif 2014-2015
Durant l'été 2014, Hatay signe l'Américaine Christi Thomas et la Suédoise Binta Drammeh.